# Lilium jinfushanense
Lilium jinfushanense är en liljeväxtart som beskrevs av L.J.Peng och B.N.Wang. Lilium jinfushanense ingår i släktet liljor, och familjen liljeväxter. Inga underarter finns listade.